# Линколн (филм из 2012)
Линколн (енгл. Lincoln) је историјска филмска драма редитеља Стивена Спилберга из 2012, снимљена по сценарију Тонија Кушнера. Радња филма је смештена у 1865. годину и приказује последња четири месеца Линколнова живота, као и његове напоре да Представнички дом усвоји амандман о укидању ропства (тзв. Тринаести амандман). У улози Абрахама Линколна је Данијел Деј-Луис, док Мери Тод Линколн, његову супругу, игра Сали Филд.
Линколн је наишао на одличан пријем код филмских критичара, а добро је прошао и на биоскопским благајнама. Номинован је за дванаест Оскара, између осталих и за Оскаре за најбољи филм, најбољег редитеља (Спилберг), најбољег главног глумца (Деј-Луис), најбољу глумицу у споредној улози (Филдова) и најбољег глумца у споредној улози (Ли Џоунс).

## Радња
Док се грађански рат разбуктава, амерички председник, Абрахам Линколн, бори се са сталним крвопролићем на бојишту и са великим несугласицама унутар сопственог кабинета везаним уз његову намеру да ослободи све робове. Његова храброст, чврсти морални погледи и одлучност, његови одабири и одлуке промениће судбину генерација које долазе.

## Улоге
| Глумац             | Улога                |
| ------------------ | -------------------- |
| Данијел Деј-Луис   | Абрахам Линколн      |
| Сали Филд          | Мери Тод Линколн     |
| Томи Ли Џоунс      | Тадијус Стивенс      |
| Дејвид Стратерн    | Вилијам Хенри Сјуард |
| Хал Холбрук        | Франсис Престон Блер |
| Џозеф Гордон-Левит | Роберт Тод Линколн   |
| Џејмс Спејдер      | Вилијам Билбо        |
| Џон Хокс           | Роберт Лејтам        |
| Ли Пејс            | Фернандо Вуд         |
| Џули Вајт          | Елизабет Блер Ли     |
| Адам Драјвер       | Самјуел Беквид       |

## Спољашњи извори
- Линколн на веб-сајту  (језик: енглески)